# Contes (tổng)
Tổng Contes là một tổng của Pháp. Tổng này nằm ở tỉnh Alpes-Maritimes trong vùng Provence-Alpes-Côte d’Azur.

## Các đơn vị hành chính
Tổng Contes có các xãs de Contes (Alpes-Maritimes), Drap, Cantaron, Berre-les-Alpes, Bendejun, Châteauneuf-Villevieille và Coaraze.

## Lịch sử
| Ngày bầu cử | Tên                 | Đảng | Tư cách               |
| ----------- | ------------------- | ---- | --------------------- |
|             |                     |      |                       |
|             | M. Albert Ollivier  |      |                       |
| 1988        | Mme Albert Ollivier |      |                       |
| 1988        | M. Roger Carlès     | PCF  | Thị trưởng của Contes |
| 1994        | M. Roger Carlès     | PCF  | Thị trưởng của Contes |
| 1996        | M. Francis Tujague  | PCF  | Thị trưởng của Contes |
| 2001        | M. Francis Tujague  | PCF  | Thị trưởng của Contes |
| 2008        | M. Francis Tujague  | PCF  | Thị trưởng của Contes |

## Biến động dân số
| 1882                                         | 1926 | 1962 | 1968 | 1975 | 1982 | 1990 | 1999   |
|                                              |      |      |      |      |      |      | 15 484 |
| -------------------------------------------- | ---- | ---- | ---- | ---- | ---- | ---- | ------ |
| Số liệu từ năm 1990: Dân số không tính trùng |      |      |      |      |      |      |        |